# Живая сила (альбом)
Живая сила — второй и последний студийный альбом ростовской группы Пекин Роу-Роу, вышедший в 1992 году.

## Об альбоме
Альбом записан в феврале 1992 года  в студии «ПО»,  г. Ростов-на-Дону. В 1998 г. альбом переиздан на МК Отделением «Выход» (Москва).

## Песни
«По улице Садовой» — считается, что эта песня посвящена Николаю «Колу» Константинову, ростовскому художнику и музыканту, принимавшему бурное участие как в деятельности Пекин Роу-Роу, так и в прочих художественных проектах. В 1998 году Геннадий Рыгалов (ростовский театр пластики «Пластилиновый кот») использовал эту песню в музыкальном оформлении своего спектакля «Босх-2» (сцена «Слепые»).

## Клип
«Резиновые ноги». Клип снят в 1992 году на Ростовском телевидении известным театральным и кинорежиссёром Кириллом Серебренниковым.

## Список композиций
- Музыка: Сергей Тимофеев / Дмитрий Келешьян.
- Слова: Сергей Тимофеев, кроме (5): Сергей Тимофеев / Геннадий Бежанов (текст на немецком языке).

1. Хай-хай, джентльмены! — 3:30
2. Ангел — 4:07
3. Резиновые ноги — 4:00
4. На-на-ни На-на-на — 2:11
5. Лампочка-судьба — 4:00
6. По улице Садовой — 2:51
7. Психоаналитики мои — 2:57
8. Бродяга — 4:15
9. Американцы — 3:51
10. Ящерицы-лестницы — 3:15

## Участники записи
- Сергей Тимофеев — пение;
- Дмитрий Келешьян — эл. гитара, ак. гитара, бас-гитара (4, 7, 10), свист (10);
- Виктор Пивторыпавло — барабаны, перкуссия, ксилофон;
- Игорь Максимов — баян;
- Дмитрий Катханов — ак. гитара, бас-гитара (1, 3);
- Николай Константинов — подпевки, губная гармоника;
- Григорий Гаспарян — труба;
- Геннадий Бежанов — бас-гитара (5, 8, 10).
- Аранжировки: Пекин Роу-Роу.
- Звукорежиссёры — Павел Омельченко, Дмитрий Катханов.